# 情報セキュリティ大学院大学
情報セキュリティ大学院大学（じょうほうセキュリティだいがくいんだいがく、英語: Institute of Information Security）は、神奈川県横浜市神奈川区鶴屋町2-14-1に本部を置く日本の私立大学。2004年創立、2004年大学設置。大学の略称は情セ大、IISEC。情報セキュリティに特化した、日本初の大学院大学である。
5つの専門学校と2つの幼稚園などを傘下に持つ学校法人岩崎学園が、2004年に設置した。開学時の学長は辻井重男、副学長は林紘一郎、研究科長は田中英彦。2024年時点の学長は後藤厚宏。
1学年の定員は修士課程が40人、博士課程が8人で、サイバー防衛の必要性が高まっている企業、日本の警察など官公庁に勤める社会人学生も多い。
情報セキュリティが指し示す学問の範囲は幅広く、技術のみならず法学や倫理学といった人文科学・社会科学諸分野にわたる学際的な教育・研究を行っており、そのために教授陣も、情報セキュリティ技術の先端的研究者をはじめとし、トップマネジメント経験者、IT系企業のエンジニア、法律の専門家らで構成し、産学連携を強く推進できる体制を整えている。

## 教育および研究

### 組織

#### 大学院
- 情報セキュリティ研究科（博士前期（修士）課程（2年制・1年制）・博士後期課程）
  - 情報セキュリティ専攻[2]

（情報学研究科の記事も参照）

#### 附属機関
- 研究所
  - セキュアシステム研究所（2006年5月設立）

### 先導的ITスペシャリスト育成推進プログラム(ISSスクエア)
「研究と実務融合による高度情報セキュリティ人材育成プログラム」(ISSスクエア)は、情報セキュリティ大学院大学、中央大学、東京大学、国立情報学研究所（NII）、情報通信研究機構（NICT）他、企業・研究機関 11社の産学連携による研究と実務を融合した人材育成プログラムである。本プログラムは、文部科学省の「平成19年度先導的ITスペシャリスト育成推進プログラム」に採択され、2008年度（平成20年度）より開設した。主として大学院修士課程の学生を対象としており、入学生から参加学生を選抜し、特に設計された教育・研究活動を通して優れた人材を育成することを目的としている。

### 情報技術人材育成のための実践教育ネットワーク事業
文部科学省の平成24年度（2012年度）「情報技術人材育成のための実践教育ネットワーク事業」に採択されたenPiTは、クラウドコンピューティング、セキュリティ、組み込みシステム、ビジネスアプリケーションの4分野を対象とし、それぞれの分野に専門領域を有する全国の15大学院の教員や企業の技術者を結集したプログラムで、2013年より本格スタートした。セキュリティ分野（enPiT-Security/SecCap）は、5つの連携大学（情報セキュリティ大学院大学、 東北大学、北陸先端科学技術大学院大学、奈良先端科学技術大学院大学、慶應義塾大学）が協力して開講する実践セキュリティ人材の育成コース （SecCap）により、幅広い産業分野において求められている「セキュリティ実践力のあるIT人材」の育成を目指す。暗号、システム、ネットワーク、 監査、マネジメントまでの幅広い演習プログラムと、最新の実習環境、そして実社会が取り組むインシデント分析やセキュリティ実装の演習も行い、情報セキュリティへの脅威や攻撃への対処技術を実践的に体験習得する。

## 対外関係

### 他大学との協定
- 神奈川県大学院学術交流協定
- 東京大学大学院情報理工学系研究科
- 中央大学大学院理工学研究科
- 慶應義塾大学環境情報学部
- 国立情報学研究所
- 公立はこだて未来大学
- サイバー大学
- Information Security Group, Royal Holloway, University of London, UK (ロイヤル・ホロウェイ, ロンドン大学)
- Homeland Security Institute, Ben-Gurion University of the Negev, Israel (ネゲヴ・ベン＝グリオン大学)
- Faculty of Information Technology, University of Jyvaskyla, Finland (ユヴァスキュラ大学)
- 大連大学
- サイバーセキュリティ人材育成連絡会
- 木更津工業高等専門学校
- 鶴岡工業高等専門学校